# John Richard Clark Hall
Pour les articles homonymes, voir John Hall (homonymie).
John Richard Clark Hall est un avocat (barrister) et écrivain britannique né en 1855 à Peckham, dans le Surrey, et mort le 6 août 1931 à Eastbourne, dans le Sussex de l'Est.
Fonctionnaire au Local Government Board, Hall est admis à Gray's Inn en 1881 avant d'être appelé au barreau en 1896. En dehors de sa carrière dans le droit, il est l'auteur de plusieurs ouvrages de nature philologique, dont un dictionnaire de vieil anglais et deux traductions en anglais moderne du poème anglo-saxon Beowulf, l'une en prose et l'autre en vers.

## Ouvrages
- 1894 : A Concise Anglo-Saxon Dictionary 2e édition en 1916, 3e en 1931, 4e en 1960. Cette dernière comprend un supplément par Herbert Dean Meritt[2].
- 1901 : Beowulf and the Fight at Finnsburg: A Translation into Modern English Prose2e édition en 1911[3], 3e en 1940, 4e en 1950. Les deux dernières sont éditées par C. L. Wrenn et comprennent une préface de J. R. R. Tolkien.
- 1912 : Essays on Questions Connected with the Old English Poem of Beowulf Traduction depuis le suédois d'une série d'articles de Knut Stjerna (en).
- 1914 : Beowulf: A Metrical Translation into Modern English
- 1919 : Herbert Tingle, and Especially His Boyhood
- 1923 : Birth-Control and Self-Control
- 1928a : Is Our Christianity a Failure?